# 3201 Сейтофф
3201 Сейтофф (3201 Sijthoff) — астероїд головного поясу, відкритий 24 вересня 1960 року.
Тіссеранів параметр щодо Юпітера — 3,614.